# Drew Weissman
Drew Weissman, född 7 september 1959 i Lexington, Massachusetts, är en amerikansk läkare och immunolog, verksam inom forskning om budbärar-RNA (mRNA). Vid University of Pennsylvania har han utvecklat och tillsammans med Katalin Karikó patenterat de metoder som behövs för att använda mRNA i terapeutiska sammanhang. För dessa upptäckter rörande nukleosidbasmodifieringar, vilka möjliggjort utveckling av effektiva mRNA-vacciner mot covid-19, tilldelades de två 2023 års Nobelpris i fysiologi eller medicin.

## Biografi
Weissman utbildade sig i biokemi på Brandeis University i Waltham i Massachusetts, med en magisterexamen 1981; inriktningen under studierna var emot funktionen hos enzymer. Han disputerade 1987 i mikrobiologi och immunologi vid Boston University och avlade då även läkarexamen.
Efter sin doktorsexamen fortsatte han med en klinisk utbildning vid Harvard Medical School. Därefter bedrev han forskning som postdoktor vid National Institutes of Health.
Han har sedan 1997 arbetat på Perelman School of Medicine vid University of Pennsylvania (UPenn) i Philadelphia, där han lett ett laboratorium som forskat om mRNA. 2021 utsågs han vid UPenn till Roberts Family Professor i forskning om vaccin, och samma år blev han även föreståndare för  The Penn Institute for RNA Innovations.

### Forskning
Under åren strax före millennieskiftet ägnade Weissman sig åt forskning på dendritceller, vilka är betydelsefulla komponenter vid igångsättning av immunreaktioner. Därefter övergick forskningsfokus alltmer mot mRNA, med dess potential inom genterapi och vid utvecklandet av vaccin.
I början av sin tid vid UPenn träffade Weissman biokemisten Katalin Karikó. Även hon var intresserad i möjligheten att kunna utnyttja mRNA i samband med stimulans av immunförsvaret emot sjukdomsgenererande virus. Metoder för att tillverka mRNA utanför celler ("in vitro-transkriberat mRNA") hade redan utvecklats under 1980-talet, men ett problem med denna typ av RNA var att den förorsakade inflammation. Karikó var dock övertygad om potentialen för mRNA inom behandling, och hon och Weissman inledde vidare forskning inom ämnet.
De två upptäckte att dendritceller producerar inflammatoriska ämnen, när de identifierat in vitro-transkriberat mRNA som ett främmande ämne i kroppen. Samtidigt noterade de att mRNA från celler från däggdjur inte gav samma reaktion, vilket gav de båda forskarna anledning att forska vidare i naturen hos denna skillnad.
2005 nådde de ett genombrott, baserat på kunskapen att en cell hanterar nukleosider i mRNA i däggdjursceller och in vitro-transkriberat mRNA olika. Efter att de introducerat modifierade nukleosider (exempelvis pseudouridin istället för uridin) i in vitro-transkriberat mRNA, fick de fram modifierat mRNA som immunförsvaret inte direkt kände igen som främmande. Den modifierade mRNA-molekylen kunde därmed ta sig in i cellen och exempelvis stimulera syntesen av proteiner till försvar mot en sjukdom.
Karikó och Weissman fick samma år patent på sin metod att modifiera RNA med hjälp av nukleosider. Metoden licensierades därefter till bioteknikföretagen Moderna och Biontech, något som snabbade på utvecklandet av ett vaccin mot covid-19-viruset Sars-cov-2. De fick för detta 2021 Laskerpriset samt Prinsessan av Asturiens pris för teknisk och naturvetenskaplig forskning. Utvecklandet av metoden ledde även till att Karikó och Weissman belönades med 2023 års Nobelpris i fysiologi eller medicin. Prisjuryns motivering löd: "för deras upptäckter gällande nukleosidmodifiering vilken möjliggjort utveckling av effektiva mRNA-vacciner mot covid-19".
Weissmans forskning har senare utvecklats vidare mot utvecklandet av olika mRNA-vacciner. Detta inkluderar vaccin mot herpes simplex-virus, hepatit C-virus, norovirus och zikavirus.

### Privatliv
Drew Weissman är gift med Mary Ellen Weissman. Paret har två döttrar.